# Gilles Saint-Paul
Gilles Saint-Paul (* 8. Februar 1963 in Saint-Étienne) ist ein französischer Wirtschaftswissenschaftler.

## Werdegang, Forschung und Lehre
Saint-Paul studierte zunächst an der École polytechnique und der École Nationale des Ponts et Chaussées. 1990 graduierte er als Ph.D. in Wirtschaftswissenschaft am Massachusetts Institute of Technology, 1994 habilitierte er an der École des Hautes Études en Sciences Sociales. Ab 1997 lehrte und forschte er als Professor an der Universität Pompeu Fabra in Barcelona, ehe er 2000 einem Ruf an die Universität Toulouse I folgte. Parallel war er bis 2001 Direktor der Abteilung für Arbeitsökonomik am Londoner Centre for Economic Policy Research (CEPR).
Saint-Pauls Arbeitsschwerpunkte liegen in den Bereichen Politische Ökonomie, Arbeitsökonomik, Einkommensverteilung und Fiskalpolitik. Für seine Arbeit erhielt Saint-Paul diverse Auszeichnungen, darunter 2007 der Yrjö-Jahnsson-Preis. Er ist seit 1991 Research Fellow am CEPR, seit 1999 am Bonner Institut zur Zukunft der Arbeit und seit 2001 am Münchener Center for Economic Studies.

## Werke
Die folgende Auflistung gibt von Saint-Paul veröffentlichte Bücher wieder, zudem hat er zahlreiche Zeitschriftenartikel und Arbeitspapiere verfasst.
- Dual Labor Markets. A Macroeconomic Perspective (1996)
- The Political Economy of Labour Market Institutions (2000)
- Innovation and Inequality: How does Technical Progress Affect Workers? (2008)
- The Tyranny of Utility: Behavioral Social Science and the Rise of Paternalism (2011)